# Carnaval de Lanz

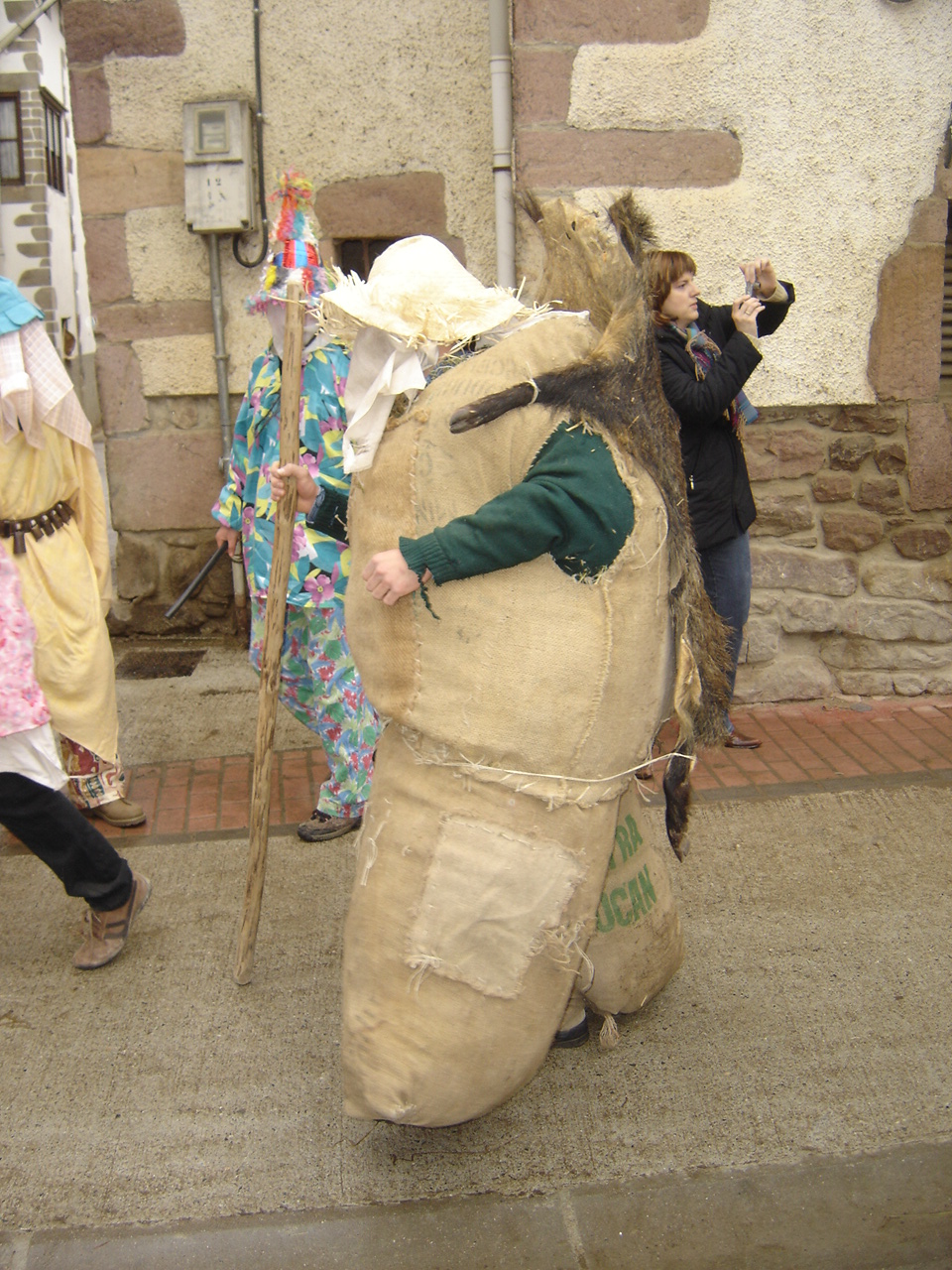
Ziripot

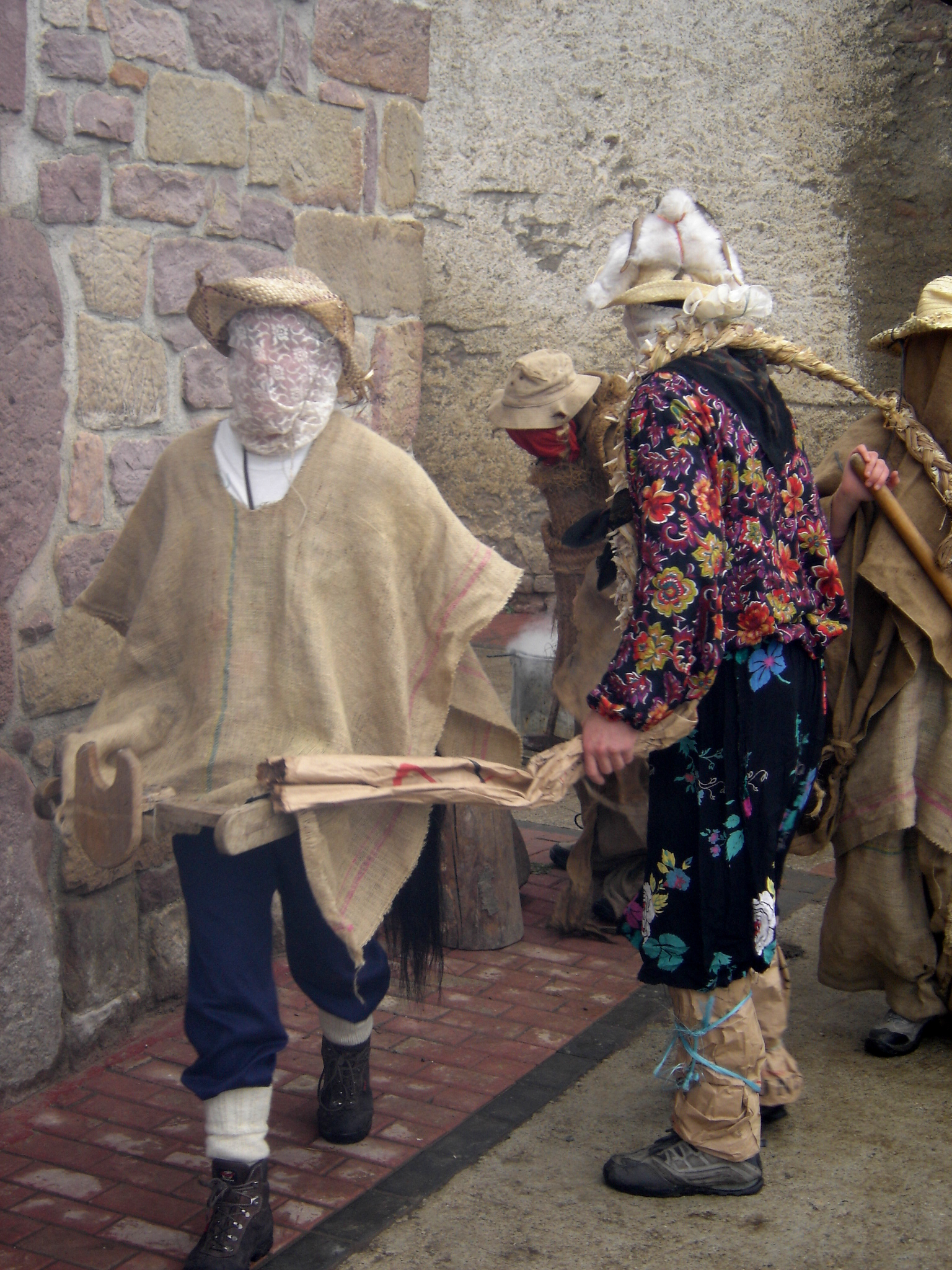
Zaldiko

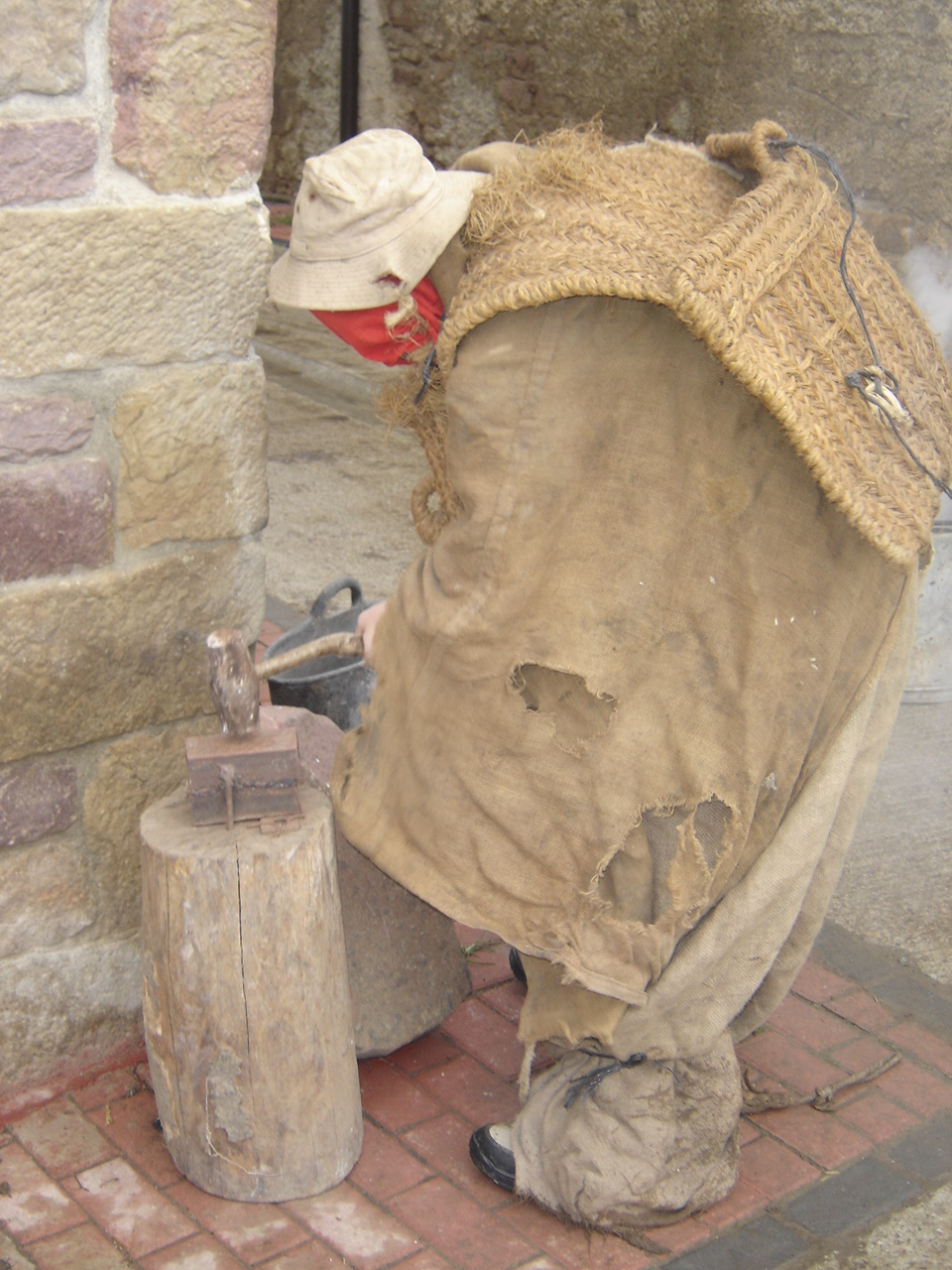
Arotzak

El Carnaval de Lanz es una de las fiestas más importantes que se celebran en Lanz y el más multitudinario de Navarra. 
Se trata de una fiesta de carácter tradicional que tiene lugar en los días que preceden al miércoles de Ceniza.
Cuando cae la noche las calles de la villa se inundan con los vecinos representando a distintos personajes y escenificando la captura de Miel Otxin, un malvado bandido. Entre los personajes representados encontramos:
- Miel Otxin: es un malvado bandido que representa a los malos espíritus. Su nombre se debe a que en la antigüedad robó mil otxines (la moneda que antaño era usada en Navarra). El lunes es capturado y paseado por el pueblo a ritmo de chistu y tamboril mientras que el martes de Carnaval tras un nuevo paseo matutino y vespertino, es ejecutado y quemado en la hoguera, mientras los vecinos del pueblo bailan el zorcico alrededor de la misma.

- Ziripot: vestido de sacos rellenos de hierba o helecho, este personaje gordinflón recorre las calles de Lanz mientras Zaldiko lo derriba al suelo continuamente a lo largo del recorrido.
- Zaldiko: alegre y saltarín, medio hombre medio caballo, vestido con sus mejores galas (con un caballo en su cintura) derriba a Ziripot al suelo.
- Arotzak: son los herreros, con martillos y tenazas, quienes ponen las herraduras a los Zaldiko. Es interesante destacar que, mientras todos los miembros de la comparsa se reúnen y salen desde la Posada, los herreros lo hacen desde una casa particular. Por otro lado, no realizan el recorrido con todo el resto de personajes, sino que actúan en dos puntos concretos del recorrido.
- Txatxo: representa a la población de Lanz, enfundados en pieles de animales y ropas viejas y coloridas, portando escobas de paja y con la cara tapada, chillan, hostigan y arremeten a todos los presentes en la singular representación.

Toda la celebración es acompañada por música de chistu y tamboril.

## Historia

### El cuento sobre el carnaval
Hace tiempo vivía en el pueblo de Lanz (Navarra) un personaje muy popular al que llamaban ziripot. Era un hombre grande y gordo que casi no podía andar ni tampoco trabajar, así que, para ganarse la vida, contaba viejas historias o cuentos y sus vecinos, quienes, a cambio, le regalaban comida. «¡Mira, mira, Ziripot, lo que te traemos hoy!» Y le enseñaban una cesta llena de verduras, frutas y algún que otro pollo. «¡Cuéntanos un cuento!» «¡Que sea divertido!» «¡No, no! Hoy queremos una historia de amor.» «¡Bah! Mejor una batalla.»
Y así pasaron los meses y los años, hasta que, de pronto, un día apareció en Lanz un gigante llamado Miel Otxin. Era feroz y malvado, abusaba de las gentes y les robaba todo lo que tenían. Con él iba una criatura extraña, mitad hombre y mitad caballo, cuyo nombre era Zaldiko. Los dos se establecieron en Lanz y exigieron que el pueblo se sometiera a su voluntad.
Todos los días, Miel Otxin y Zaldiko se situaban en medio de la plaza, los herreros ponían herraduras nuevas en las patas del centauro y, los habitantes del lugar, atemorizados, desfilaban uno por uno delante del gigante y su ayudante, depositando a sus pies todo cuanto poseían.
Solo Ziripot no podía llevar nada, pues nada tenía. «¡Eh! ¡Tú! ¡El gordo! ¡Ven aquí!» gritó Zaldiko. Pesada y lentamente, Ziripot se acercó. «¿Por qué no traes nada?» le preguntó el hombre caballo, haciendo restallar su látigo. «No tengo nada» fue su respuesta. Furioso, Zaldiko se abalanzó sobre él y lo golpeó con rabia una y otra vez, hasta que el pobre Ziripot cayó a tierra. Intentó levantarse, pero no pudo, debido a su enorme peso. Unos cuantos vecinos intentaron ayudarle, pero Zaldiko, con su látigo, no les dejó acercarse.
Se hizo de noche, la plaza quedó desierta y el gordo Ziripot quedó en medio de ella sin poder moverse. Ya pensaba en que tendría que quedarse allí cuando, de entre las sombras, fueron apareciendo los vecinos, que sigilosamente le ayudaron a levantarse y lo llevaron a su casa. «¡Esto no puede seguir así!» dijo uno. «¡Nos van a dejar sin nada!» añadió otro. «¡Hay que encontrar una solución!» exclamó un tercero, y todos quedaron en silencio. «Una vez —comenzó diciendo Ziripot—, una gran piedra cayó rodando desde el monte y fue a parar delante de un caserío, tapando la entrada. El dueño intentó, desde dentro, mover la piedra, pero era muy pesada y no pudo. Salió por la ventana e intentó moverla desde fuera, pero tampoco pudo, pues la piedra seguía siendo igual de pesada. Pasó muchos días pensando en cómo solucionar su problema, hasta que se le ocurrió pedir ayuda. Llamó a sus vecinos y entre todos quitaron la piedra.» Los vecinos se miraron unos a otros, cogieron todo lo que encontraron a mano: estacas, azadas, layas, horcas..., y fueron en busca de Miel Otxin y de Zaldiko. Este último pudo escapar gracias a sus patas de caballo, que corrían velozmente, pero el gigante fue capturado. Los vecinos lo condenaron en juicio público, lo ahorcaron y quemaron sus restos en la plaza. Lanz recobró la tranquilidad y Ziripot siguió contando cuentos y leyendas hasta el fin de sus días.

### La leyenda del carnaval
El carnaval de Lanz es el resultado de una antigua leyenda que existe tanto en la propia villa como en otros pueblos de alrededor.
Un famoso y temido bandido, conocido como Miel Otxin (nombre derivado de la noticia de un atraco en el cual llegó a robar mil ochines), el cual vivía en Lanz. Los vecinos, al saber esto, deciden tramar un plan para dar captura al bandido. Los vecinos, por temor a posibles consecuencias, acuerdan ir vestidos de ropas viejas, harapos y enmascarados con trapos, pañuelos, visillos e incluso máscaras, todo esto con el propósito de prevenir que si fallaban en la emboscada no fuesen reconocidos por el bandido. Finalmente, consiguen apresar a Miel Otxin, es Ziripot (definido como el hombre más fuerte del pueblo) quien se encarga retenerlo y amordazarlo para finalmente ejecutarlo. Los vecinos se quedan a Zaldiko (el caballo de Miel Otxin), deciden herrarlo, domesticarlo y quedárselo como bien para el pueblo, de modo que fuesen compensados los destrozos y males cometidos por el bandido.

### Origen del carnaval
Se desconoce de cómo y cuándo se origina la leyenda del bandido Miel Otxin. Se cree que es producto de las noticias de asaltos, robos y asesinatos que constantemente llegaban a los pueblos y villas de los valles de Ultzama y Baztán. Al ser la villa de Lanz el punto medio de la antigua carretera que cruzaba de Pamplona a Francia, era un lugar idóneo y punto estratégico para que saliesen los bandidos. Bien entrada la Revolución Industrial, se añadió el hecho de que contrabandistas cruzaban dicho camino para llegar a Pamplona y de ahí dispersarse a las capitales próximas, por lo que aumentaron los casos de robos en la zona. Muchos de estos casos se refleja en el libro El moro corellano y los bandidos de Lanz (1955) de José María Iribarren. Uno de los casos más importantes archivados es el del juicio a una banda conocida por Los Guardianos, datado en 1818, a los cuales se les atribuyen un total de 163 robos con violencia y 71 asesinatos cometidos. La sentencia en el archivo dicta la pena de muerte a los cuatro cabecillas capturados y procesados. La identidad del resto de los miembros de la banda es desconocida hasta la fecha.
Un reciente trabajo ha reforzado la hipótesis de que el carnaval se basa en el caso de los guardianos de 1818, identificando a cada personaje del carnaval con protagonistas de los hechos: Miel Otxin podría ser Juan Bautista Lanz, bandido y vecino de Lanz; Ziripot sería Martín de Olagüe, un arriero cuya denuncia comenzó las diligencias contra la banda; la identidad de Zaldiko correspondería con la de Martín José de Perusancena, otro bandido que derribó a Olagüe de su caballo cuando le asaltaron; por último, los herradores representarían a varios testigos de la acusación que ejercían esa profesión como fueron Francisco Iturria, Norberto Arrupe, Pedro Zubieta o Juan Redín. Además, los espacios coinciden con lugares significativos en el caso. La posada era el lugar donde los bandidos recababan información y preparaban sus fechorías. Las paradas del carnaval en las casas del Herrero y de Caracochea, casas donde habitaban testigos clave del caso.